# Bloemkamp
Bloemkamp var et kloster, som eksisterede fra 1191 til 1582. I sin funktionsperiode var klosteret et af de største i Frisland. Navnet Bloemkamp stammer fra det latinske navn Floridus Campus fra 1275 eller fra bøjningsvarianten Floridi Campi fra år 1200.
I 1398 optræder Oude Cloester (gamle kloster) på hollandsk, og i 1402 blev det fortolket som Aelda claester i frisisk. Udtrykket 'gammelt' refererede til det faktum, at der blev grundlagt et nyt kloster på Scharnegoutum.
Hvad der var tilbage af klosteret og bebyggelsen blev i det 16. og 17. århundrede som regel betegnet Oldeclooster. I det 18. århundrede blev det til Oude Klooster. I 1854 blev det benævnt henholdsvis som Klein Bloemkamp og som Oude Klooster.
53°14′N 5°34′Ø / 53.23°N 5.57°Ø